# Scelochiloides
Scelochiloides là một chi thực vật có hoa trong họ, Orchidaceae.